# Provinz Koshi (Japan)

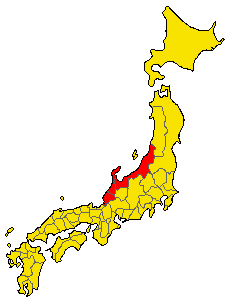
Provinz Koshi in den Grenzen ihrer späteren Nachfolgeprovinzen

Koshi (japanisch 越国 Koshi no kuni) war eine japanische Provinz auf dem Gebiet der heutigen Region Hokuriku bzw. der Präfekturen Fukui, Ishikawa, Niigata und Toyama.
Ende des 7. Jahrhunderts wurde sie in drei getrennte Provinzen aufgeteilt: Echizen (越前国, wörtlich: „Vorder-Koshi“), Etchū (越中国, wörtlich: „Mittel-Koshi“) und Echigo (越後国, wörtlich: „Hinter-Koshi“). Alle drei Länder zusammen wurden später auch als Esshū (越州, „Koshi-Provinzen“) und San’etsu (三越 ‚die drei Koshi‘) bezeichnet.
Koshi wird auch bei der im Nihon Shoki beschriebenen mythologischen Geburt der japanischen Inseln (国産み Kuniumi) erwähnt, wo sie als „Insel Koshi“ (越洲 Koshi no shima) eines der Kinder von Izanagi und Izanami ist.